# البطولات الأسترالية 1959 (كرة مضرب)
هنا قائمة بالبطولات الأسترالية لكرة المضرب, المعروفة الآن باسم أستراليا المفتوحة لسنة 1959:

## فردي رجال
أليكس أولميدو هزم  نيل فريجر 6-1 6-2 3-6 6-3

## فردي سيدات
ماري كارتر رايتانو هزم  رينيه تشورمان 6-2, 6-3